# أندرو شلافلي
أندرو شلافلي (بالإنجليزية: Andrew Schlafly)‏ هو مهندس ومدرس ومحامي أمريكي، ولد في 27 أبريل 1961 في ألتون في الولايات المتحدة.

## وصلات خارجية
- أندرو شلافلي على موقع إن إن دي بي (الإنجليزية)